# ヒメハギ科
ヒメハギ科（ヒメハギか、Polygalaceae）は被子植物の科のひとつ。世界的に広く分布し17-19属、900-1000種を含む。特にヒメハギ属（Polygala）が多い。

## 特徴
草本または低木。花は両性で左右相称。がくおよび花弁は普通各5枚、内側のがく2枚が花弁状になるものが多い。花弁は下3枚が合生して舟形になるものが多く、上2枚が小さい（またはない）。雄蕊は多くは8本、子房は上位2室で蒴果または核果を作る。種子には附属体（カルンクラ）がありアリがこれを好んで種子を運ぶ。
日本にはヒメハギ、カキノハグサ、ヒナノキンチャク、ヒナノカンザシ等が自生する。サポニンを含み、セネガやイトヒメハギ（漢方薬：遠志＝オンジ）などが薬用（去痰・鎮咳薬）として用いられる。
従来はトウダイグサ科やムクロジ科にやや近縁とされており、クロンキスト体系では独立のヒメハギ目としている。しかし最近のAPG植物分類体系ではマメ目に含めている。
ヒメハギは名の通り見かけがハギに似ており、左右相称の花は一見マメ科の蝶形花に似ているが、マメ科との直接的な関係はないと考えられている。

## 属
- Atroxima
- Badiera
- Balgoya
- Barnhartia
- Bredemeyera
- Carpolobia
- Comesperma
- Diclidanthera
- Epirhizanthes
- Eriandra
- Monnina
- Monrosia
- Moutabea
- Muraltia
- Nylandtia
- Phlebotaenia
- ヒメハギ属Polygala（ヒメハギ、カキノハグサ、ヒナノキンチャク、セネガ）
- ヒナノカンザシ属Salomonia
- Securidaca
- Xanthophyllum